# Mongolische Pferdekopfgeige
| Mongolische Bezeichnung | Mongolische Bezeichnung |
| ----------------------- | ----------------------- |
| Mongolische Schrift:    | ᠮᠣᠷᠢᠨ ᠬᠤᠭᠤᠷ             |
| Transliteration:        | morin quɣur             |
| Kyrillische Schrift:    | морин хуур              |
| ISO-Transliteration:    | morin huur              |
| Transkription:          | morin chuur             |
| Chinesische Bezeichnung |                         |
| Traditionell:           | 馬頭琴                  |
| Vereinfacht:            | 马头琴                  |
| Pinyin:                 | mǎtóuqín                |

Die mongolische Pferdekopfgeige (mongolisch морин хуур morin chuur, morin huur, morin khuur; chinesisch 馬頭琴 mǎtóuqín, matouqin) ist eine mit dem Bogen gestrichene, zweisaitige Kastenspießlaute, die am oberen Halsende von einem hölzernen Pferdekopf geziert wird. Sie ist das wichtigste Musikinstrument der Mongolen und gilt als ein nationales Symbol der Mongolei.
In China ist die matouqin eines von mehreren Instrumenten in der huqin-Familie (胡琴, „fremde qin“), welche auch die erhu einschließt.

## Herkunft

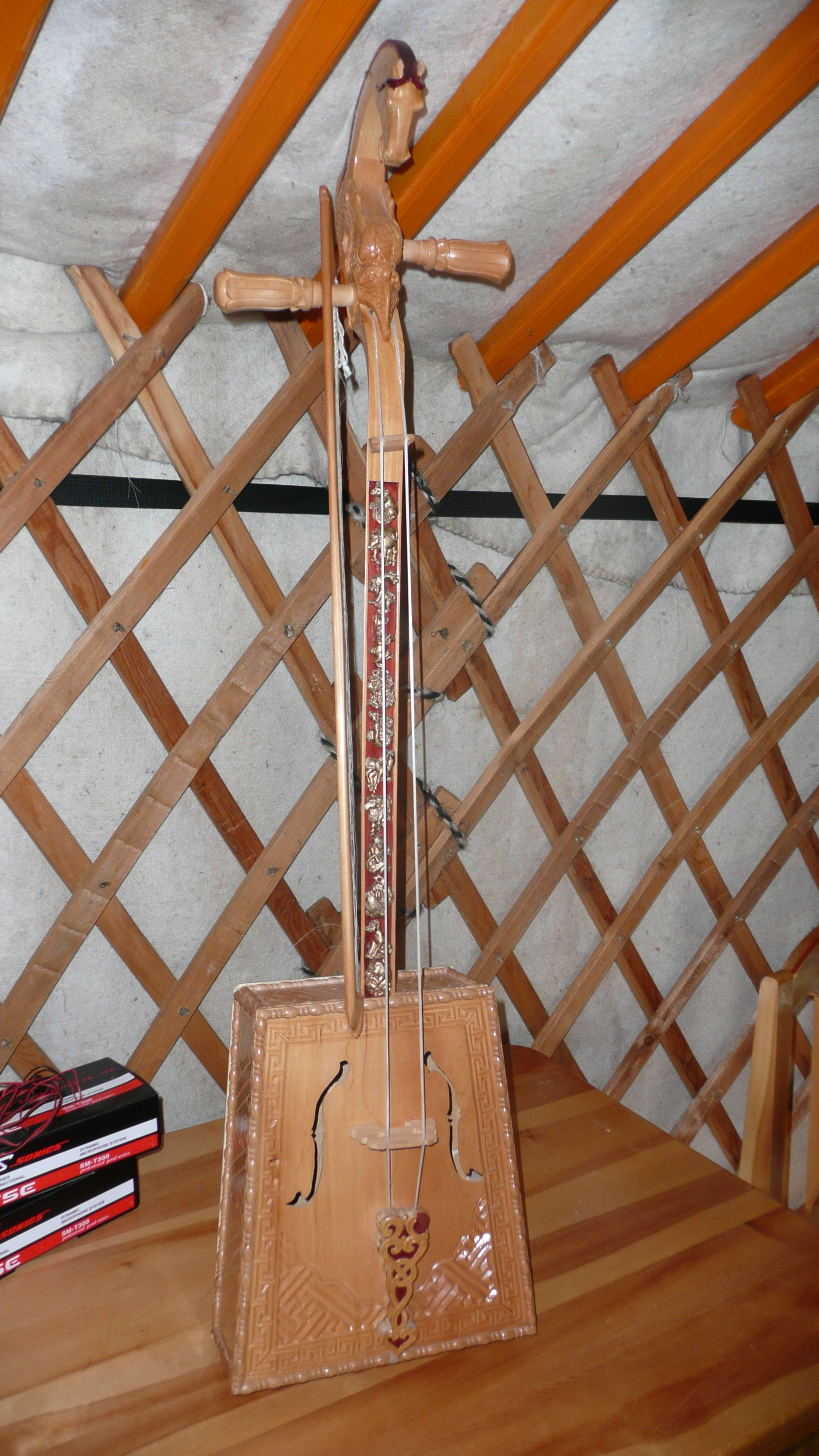
Pferdekopfgeige in einer mongolischen Jurte

Ein erstes Zeugnis der Musikausübung in dieser Region ist das Fragment eines Musikinstruments aus einem skythischen Kurgan (Grabhügel) aus dem 5. Jahrhundert v. Chr. im Altai, das als Bogenharfe rekonstruiert wurde.
2008 wurde in der westlichen Mongolei am Jargalant Khairkhan in einem Felsspaltengrab ein Saiteninstrument mit Pferdekopf entdeckt. Es wurde auf das 7./8. Jahrhundert n. Chr. datiert. Die wissenschaftliche Auswertung ergab, dass es sich bei diesem Instrument um eine Winkelharfe gehandelt haben muss.
Die chinesische Geschichtsschreibung erklärt die Entstehung der Matouqin als Weiterentwicklung der xiqin (奚琴), einer Instrumentenfamilie, die im Tal des Xilamulun-Flusses im Nordwesten Chinas beheimatet ist. Ursprünglich wird sie dem Volk der Nördlichen-Xi (奚) zugeordnet. Die erste schriftliche Erwähnung findet sich in der 1105 (während der Nördlichen Song-Dynastie) von Chen Yang geschriebenen Musikenzyklopädie Yue Shu, in der sie als fremde, zweisaitige Laute beschrieben wird.
In der Geheimen Geschichte (13. Jahrhundert) wird ein Hofmusiker namens Argasun Khuurch (Argasun der Geiger) genannt. Was für eine Art von Streichinstrument er spielte, bleibt im Dunkeln.
Im 13. Jahrhundert beschreiben die Reisenden Johannes de Plano Carpini, Wilhelm von Rubruk und Marco Polo mongolische Musikinstrumente, auch Saiteninstrumente, die jedoch nicht als Belege für die frühe Existenz der Pferdekopfgeige gelten können, da sie zu ungenau sind, bzw. deren herausragendes Merkmal – den geschnitzten Pferdekopf – nicht nennen.
Andrea Nixon kommt deswegen zu dem Schluss, dass es vor dem 20. Jahrhundert keine Erwähnung eines Pferdekopfes auf einer gestrichenen Laute gab. Die Pferdekopfgeige sei damit jünger als gemeinhin angenommen und möglicherweise eine erfundene Tradition.
Das heißt aber nicht, dass es nicht schon viel früher in der Mongolei Saiteninstrumente mit oder ohne zoomorphe Symbolik gab, wie z. B. die Namen arslan chuur (Löwengeige), matarzögii chuur (Krokodilsbienengeige), zeebat tolgoitoi chuur (Drachenköpfige Geige) nahelegen, oder Saiteninstrumente ohne geschnitzten Kopf wie chiil chuur, ikel (igil), topschuur und dombra.

## Ursprungslegenden

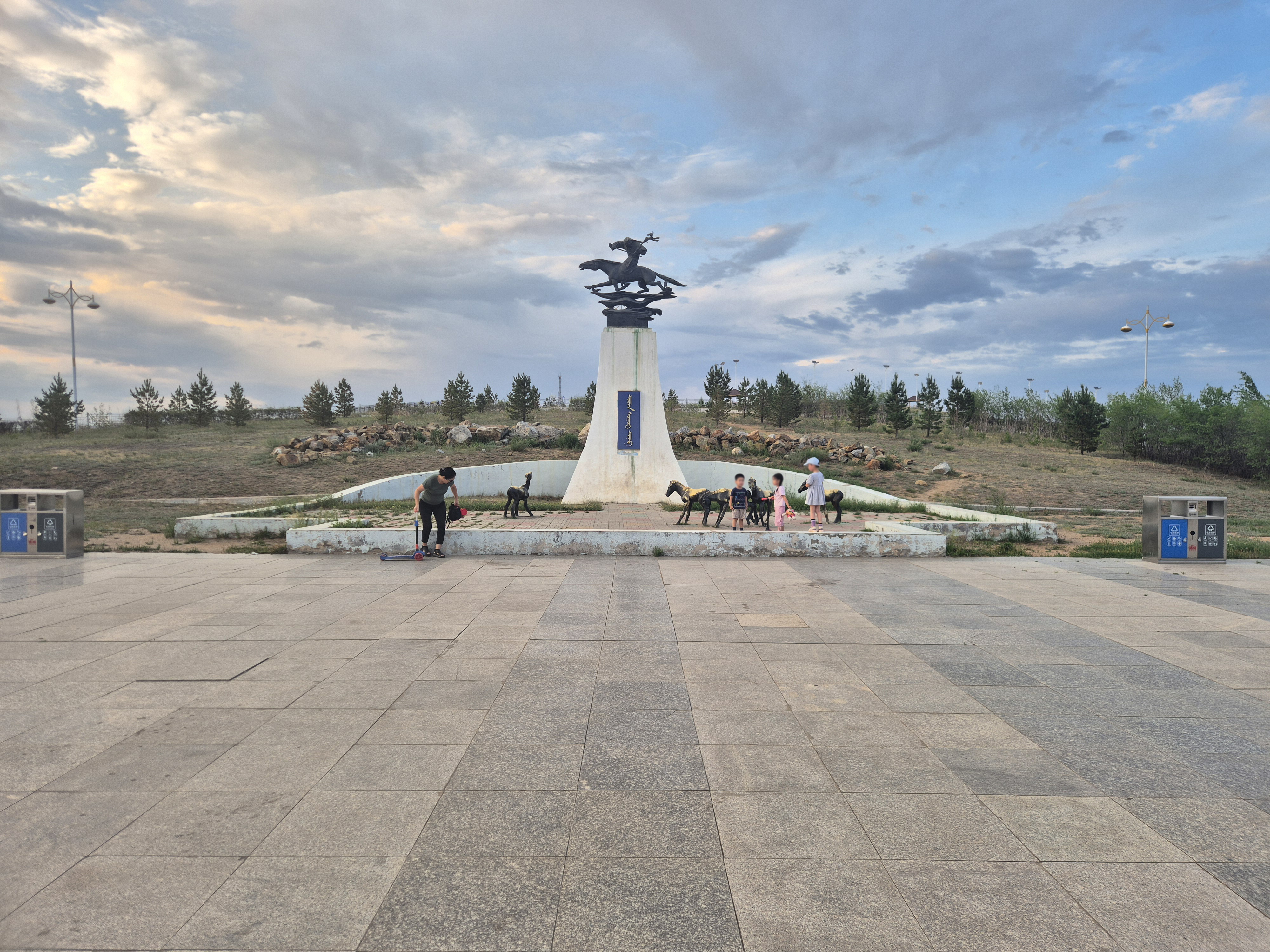
Denkmal für die Pferdekopfgeige in Darchan

Es gibt mehrere Legenden zum Ursprung dieses Instrumentes. Das mongolische Märchen Хөхөө Намжил Höhöö Namdschil erzählt von einem Mann mit wunderschöner Gesangsstimme, der im Osten der Mongolei lebte. Er war ein berühmter Sänger, doch wurde er eines Tages für drei Jahre zum Militärdienst einberufen. Diesen verrichtete er im Westen der Mongolei. Sein Offizier erkannte schnell seine Qualitäten und ließ ihn immer wieder für die Soldaten singen. Eines Tages hatte er Urlaub erbeten. Diesen verbrachte er an einem See in der Nähe der Grenze, wo er eine junge Frau und deren Familie kennenlernte. Nach dem Ende des Wehrdienstes zog er zu seiner Freundin. Dieser klagte er seine Sehnsucht nach der Heimat, und schließlich gab sie ihm ein magisches Pferd.
„Dieses Pferd rennt wie der Wind“, sagte sie, „aber die letzte Meile musst du anhalten und ihm Zeit zum Ausruhen geben“. Abends ritt er nun in seine Heimat, morgens kehrte er zu seiner Frau zurück. Doch eines Tages vergaß er, dass er das Pferd eine Meile vor Erreichen des Zieles anhalten musste. Er erreichte seine Heimat früher als sonst, aber am nächsten Tag war das Pferd tot.
Voller Trauer über das geliebte Pferd machte er aus dem Schädel des Pferdes und aus den Schweifhaaren ein Musikinstrument, das wie das geliebte Pferd wiehern konnte und auch zu dem Gesang von Höhöö Namjil eine schöne Begleitung war.
Eine andere Legende erzählt von einem Hirten, der ein magisches geflügeltes Pferd (siehe auch Windpferd) als Geschenk erhalten hatte. Danach bestieg er das Pferd jede Nacht und flog damit zu seiner Geliebten. Eine andere Frau ließ aus Eifersucht die Flügel des Pferdes abschneiden, wodurch es starb. Der Hirte fertigte aus den Knochen eine Geige und besang zu ihrer Musik seine Trauer.
Eine weitere Legende nennt als Erfinder einen Jungen namens Süche (= Axt). Nachdem ein böser Fürst sein weißes Pferd getötet hatte, kam dessen Geist im Traum zu ihm und leitete ihn an, aus seinem Körper ein Musikinstrument zu bauen. So entstand die Geige aus den Knochen, der Haut und den Haaren des Pferdes, und erhielt einen geschnitzten Pferdekopf an Stelle der Schnecke. Aus diesem Grunde ist im geschnitzten Pferdekopf oft ein Stück Pferdeknochen eingearbeitet.

## Bauform

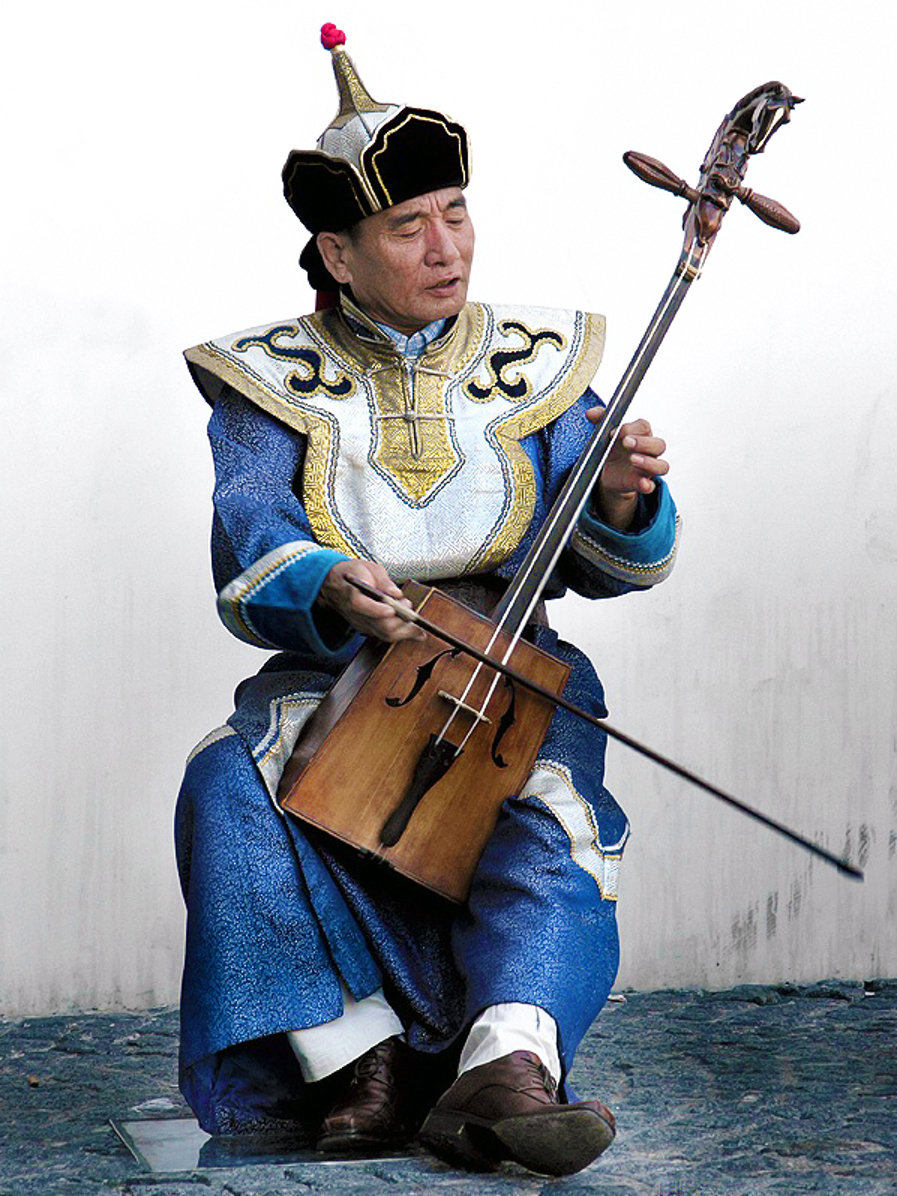
Ein mongolischer Musiker spielt auf der Pferdekopfgeige

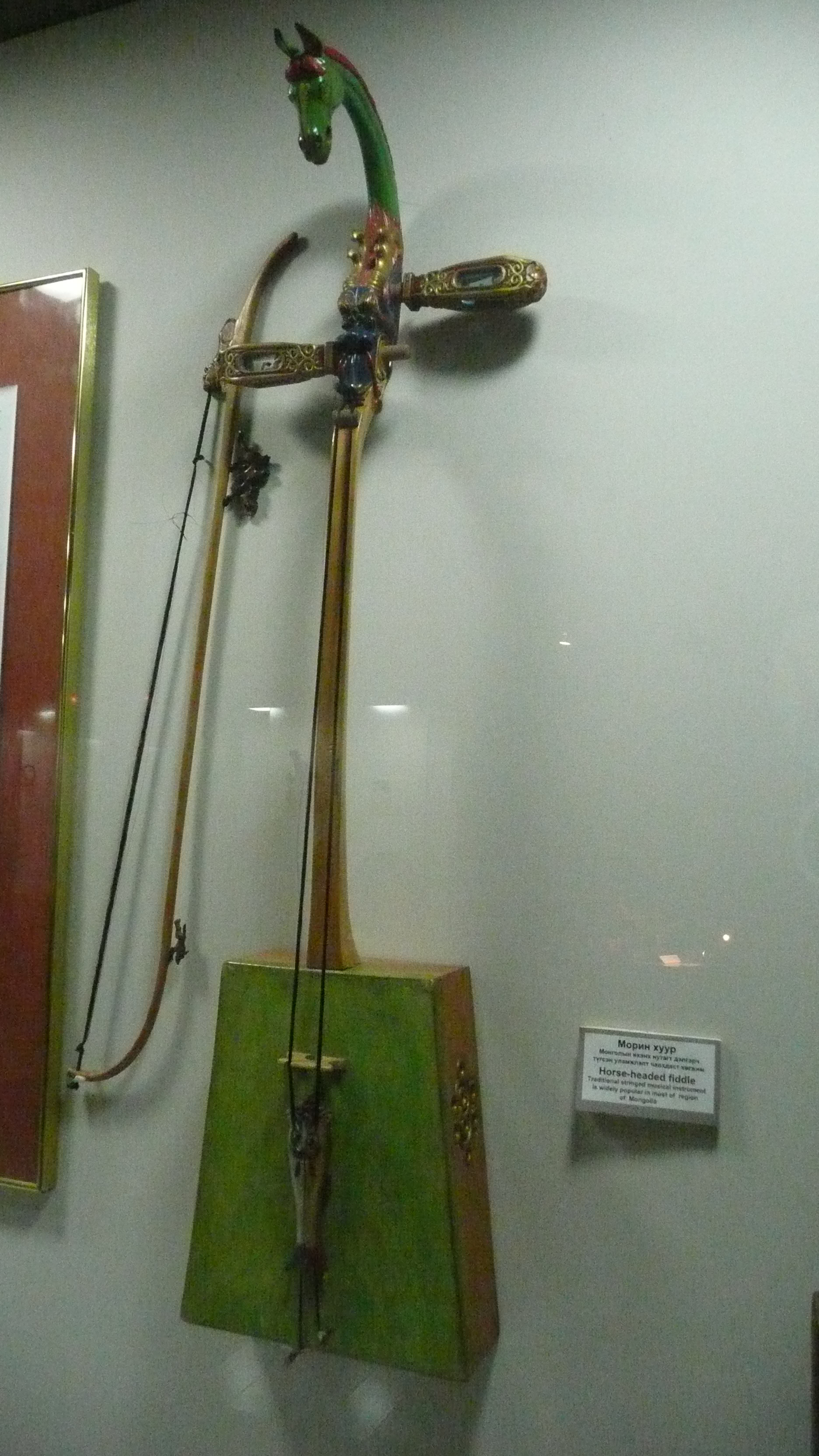
Morin chuur im Museum in Ulaanbaatar

Das Instrument ähnelt in seinen Ausmaßen und der Spielhaltung einer Bassgambe und wird wie diese aufrecht, mit dem Resonanzkörper zwischen den Knien des Musikers gehalten. Der rechteckige oder leicht trapezförmige Resonanzkörper bestand früher aus einem mit Leder bespannten Holzrahmen, mit einer kleinen Öffnung auf der Rückseite. Heute sind aber Holzdecken mit geschnitzten F-Löchern nach europäischem Muster üblich.
Der lange Hals wird anstelle einer Schnecke über dem Wirbelkasten von einem geschnitzten Pferdekopf abgeschlossen.
Die beiden Saiten laufen vom unteren Ende des Körpers bis zum Kopf, wo sie mit seitenständigen Wirbeln gestimmt werden. In der Mitte des Körpers befindet sich ein Steg, welcher die Schwingungen auf den Resonanzkörper überträgt.
Der traditionelle Bogen hat keine mechanische Spannvorrichtung. Er wird untergriffig gehalten und mit den Fingern je nach Bedarf unterschiedlich gespannt, wodurch eine sehr feine Kontrolle der Klangfarbe möglich ist. Als Kolophonium wird das Harz der Sibirischen Lärche oder der Zirbelkiefer verwendet. Heute finden aber auch obergriffig gehaltene Bögen sowie solche mit einer Spannvorrichtung Verwendung.
Traditionell bestehen die Saiten sowie die Bespannung des Bogens aus Schweifhaaren von mongolischen Pferden, die auch im ursprünglich mongolischen Rossschweif als Würdezeichen verwendet werden. Die Haare der Saiten haben keinen Zusammenhalt, d. h., sie sind weder miteinander versponnen noch umwickelt. Die tiefere („männliche“) Saite enthält ca. 130 Haare, die höhere („weibliche“) Saite ca. 100 Haare. Die tiefere Saite befindet sich dabei – vom Spieler aus gesehen – links, die höhere rechts. Die Saiten bei modernen Instrumenten bestehen meist aus ungefähr 500 Nylonfäden.
Die Nylonsaiten bei modernen Instrumenten sollten vor dem Aufziehen auf Knicke untersucht und bei Bedarf mit einem Fön unter Spannung geglättet werden. Anschließend werden die Saiten so lange gekämmt, bis die Fäden alle parallel zueinander sind. Zu viele Fäden bewirken ein schweres Anschwingen der Saiten. Die hohe Saite sollte etwa 1/4 dünner sein als die tiefe Saite.
Pferdehaare sind auch möglich, jedoch sollten es Haare von einem männlichen Pferd sein, da bei Stuten der Urin die Haare etwas zersetzt. Man nimmt 120 Haare für die tiefe Saite und 105 für die hohe Saite. Der Bogen wird normalerweise mit schwarzem Kolophonium bestrichen.

## Spielweise

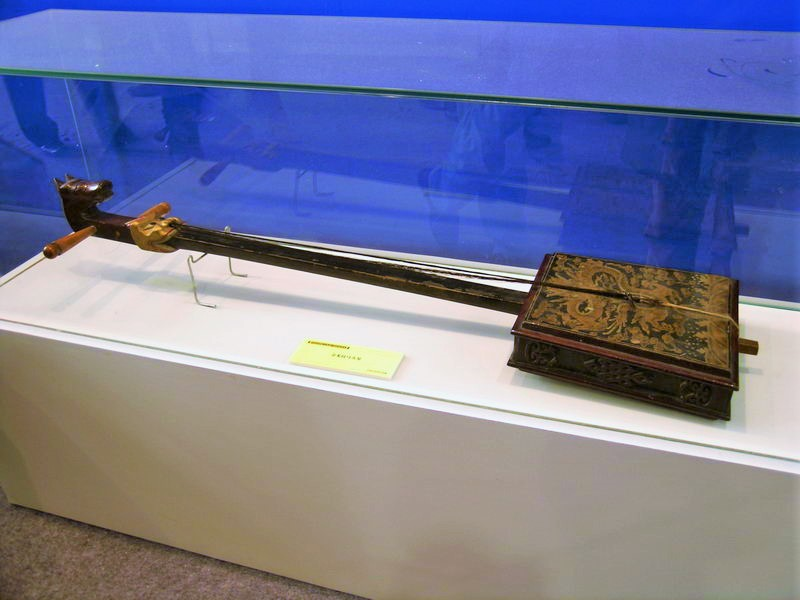
Pferdekopfgeige in einem Museum in China

Traditionell werden die beiden Saiten in einer Quinte gestimmt, bei der Aufführung moderner Musik aber häufig auch in einer Quarte. Die Grundstimmung ist meistens Bb-F (Si Bemole Fa) oder A-E (Quarte), es gibt aber auch eine A-Bb-Stimmung oder G-E (Sexte). Der Klang der Pferdekopfgeige ist normalerweise weich im Ansatz und dynamisch in der Färbung. Der Tonumfang (Ambitus) ähnelt dem einer Bratsche. Sowohl Nylon- als auch Pferdehaarsaiten halten (bei Benutzung) zwischen zwei und sechs Monaten.
Es gibt kein Griffbrett, auf das man die Saiten herunterdrücken könnte. Der Musiker verändert die Tonhöhe, indem er die Saiten mit den Fingernägeln von Daumen, Zeigefinger und Mittelfinger, sowie mit den Fingerkuppen von Ringfinger und kleinem Finger zur Seite drückt. Beim Spiel auf der höheren Saite greift der kleine Finger unter der tieferen Saite durch.
Da die meisten mongolischen Melodien pentatonischer Grundstimmung sind, ist die Grifftechnik nicht allzu schwierig. Die erste Oktave von F bis F wird auf der tiefen Saite gespielt, das F' ist mit dem kleinen Finger einfach zu spielen. Man wechselt dann mit dem Zeigefinger auf die hohe Saite und spielt mit dem G' weiter. Danach landet der Ringfinger auf dem Bb', was dann wieder relativ einfach einschwingt. Die höheren Töne sind dann relativ schwer zu spielen, da die Bogenspannung, die Saitenspannung und der Druck des Fingers auf die Saite genau abgestimmt werden muss.
Es existieren in der Mongolei viele Tatlaga genannte Stücke, die meist historischen Ursprunges sind, auf beiden Saiten gespielt werden und bei denen sehr häufig Naturklänge nachgestellt werden, wie beispielsweise ein Kamel, ein Pferd oder eine Kuh. Die wohl bekanntesten Stücke heißen Jonon Khar, „schwarzer Hengst“ und Builgan Shariin Yavdal, „Gang des blökenden Kamels“. Die Mongolen erinnert der Klang an den Wind der Steppe und das Wiehern ihrer Pferde. Es werden auch viele andere Klänge hörbar auf dem Instrument. Im Frühling veranstalten Familien oft eine Zeremonie, wo ein Pferdekopfgeigenspieler die Wintergeister verscheucht.
Die Pferdekopfgeige begleitet auch den epischen Gesangsstil urtin duu („langes Lied“). Wegen ihres vollen Klangs wird sie gegenüber der Längsflöte tsuur als Begleitinstrument bevorzugt. Die Pferdekopfgeige soll die Gesangsstimme nachahmen und gelegentlich die Melodieführung übernehmen. In der Wüste Gobi wird diese Musik in einem „Kamel-Besänftigungsritual“ verwendet, das eine Kamelmutter dazu bringen soll, ihr eigenes verstoßenes Junges oder ein fremdes Fohlen, das durch den Tod seiner Mutter bei der Geburt zum Waisen geworden ist, anzunehmen. Bei dem in der Morgen- oder Abenddämmerung durchgeführten Ritual werden Muttertier und Fohlen zusammengebunden. Die dicht neben dem Kamel stehende Hirtin und Sängerin oder ein eigens engagierter professioneller Sänger trägt Melodien mit poetischen Versen vor. Der Gesang wird von einem Musiker mit der morin chuur oder der Querflöte limbe begleitet und kann mehrere Stunden dauern. Der Erfolg des Rituals ist für das Fohlen überlebenswichtig und versorgt die Nomaden zugleich mit Kamelmilch. Der deutsche Dokumentarfilm Die Geschichte vom weinenden Kamel (2003) thematisiert dies. 2015 wurde das Ritual von der UNESCO in die Liste des dringend erhaltungsbedürftigen immateriellen Kulturerbes aufgenommen.
An Musik-Gymnasien oder weiterbildenden Schulen in der Mongolei sowie in der Inneren Mongolei absolviert man zunächst in sechs Jahren eine klassische musikalische Ausbildung. Da nur zwei Saiten vorhanden sind, ist die Grifftechnik von entscheidender Bedeutung. Zwischen dem C’ und dem C’’ kann man eine ganze Oktave spielen ohne die Hand am Hals des Instrumentes zu bewegen und erzielt damit stabilere und präzisere Töne, als wenn man in Halboktavschritten auf einer Saite immer höher spielt. Bei viersaitigen Instrumenten wie der Violine oder dem Cello sind die Saiten meist so in Grundtöne unterteilt, dass man zwei Oktaven mit derselben Handposition spielen kann.
International bekannte Ensembles, die unter anderem Pferdekopfgeige spielen, sind Egschiglen, Violons Barbares, Huun-Huur-Tu und The Hu. Die Musik der Pferdekopfgeige wurde von der UNESCO 2003 in die Liste des immateriellen Weltkulturerbes aufgenommen.